# Emoia rufilabialis
Emoia rufilabialis — вид сцинкоподібних ящірок родини сцинкових (Scincidae). Ендемік Соломонових Островів.

## Поширення і екологія
Emoia rufilabialis є ендеміками острова Нендо в групі островів Санта-Крус. Вони живуть у вологих рівнинних тропічних лісах, на кокосових плантаціях та в садах. Зустрічаються на висоті до 500 м над рівнем моря.